# Tiracola tabwemasana
Tiracola tabwemasana là một loài bướm đêm trong họ Noctuidae.